# Psyalpha
Psyalpha (eigene Schreibweise psyalpha) ist ein österreichisches Onlineportal auf dem Gebiet der Psychoanalyse zur Dokumentation, Wissensvermittlung, Diskussion und Forschung.

## Organisation
Die Wiener Psychoanalytische Akademie trägt organisatorisch das Projekt, das von der Psychiaterin Christine Diercks (Wien) kooperativ geleitet wird. Zusätzliche Förderer sind
- das Kulturamt der Stadt Wien,
- das Bundesministerium für Wissenschaft und Forschung und
- die Wiener Psychoanalytische Vereinigung.

Das seit 2012 öffentlich zugängliche Portal versteht sich als offenes Internetforum, dessen Benutzer eigene Beiträge liefern können. Die bereits lektorierten Beiträge, die wissenschaftlichen Ansprüchen erfüllen müssen, werden vor der Veröffentlichung von einer ehrenamtlichen Redaktion geprüft und dann online gestellt. Mit Stand vom November 2013 hat die Redaktion sieben Mitglieder in Wien sowie elf korrespondierende Mitglieder aus den Ländern Österreich und Deutschland sowie der Schweiz.

## Inhalte
Die deutschsprachige Version – eine englischsprachige Ausgabe befindet sich im Aufbau – präsentiert auf dem Gebiet der Psychoanalyse die Rubriken Biografien und Dokumentationen sowie eine Chronik über ihre Institutionen. Weiterhin gibt es für den Nutzer Hinweise für Archive und Literaturverzeichnisse. Das Portal will schließlich auch spezielle Themen zur psychoanalytischen Theorie darstellen.

## Struktur
Psyalpha, das sich selbst als eine Wissensplattform für Psychoanalyse bezeichnet, zielt in seiner Struktur auf eine Verflechtung von Wissensvermittlung, Datenbanken und Forschung. Für den Benutzer stehen differenzierte und assoziative Zugänge zum komplexen Denken der Psychoanalyse zur Verfügung. Zugleich dient Psyalpha als ein Experteninstrument für Recherchen, Wissenstransfer, Diskussionen und Kooperationen auf lokaler und internationaler Ebene. Das Portal wird mit der Open-Source-Software Drupal betrieben.
Diese wissenschaftliche Initiative wird zwar strukturell von psychoanalytischen Gesellschaften getragen, doch keineswegs ist das Portal deren Repräsentanz oder ihr Werbeträger. Auch aus diesem Grund entfallen jegliche Ankündigungen von Tagungen oder von wissenschaftlichen Publikationen.